# 中国国花
中国国花，指一種或幾種由中國官方認定、能代表國家形象的花卉。“国花”的概念在近代由歐美發明，同時期的中國明清兩朝在官方層面沒有“國花”一說，當時民間雖常稱牡丹為國花，但僅僅是對牡丹的赞誉，表牡丹远超群类、冠盖全国之意，并沒有現代“国家标志”之內涵。中華民國成立後，國民政府在1929年通令全国指定梅花为各种徽饰纹样，梅花被广泛认为是中華民國國花，而这亦在中華民國政府迁臺后於1964年7月21日獲行政院正式核定。中华人民共和国的国花长期未定，不过多次全国性讨论、投票的结果均倾向于把牡丹看作國花。

## 名稱
现代意义上的“国花”一词最早出现在19世纪的英国，指被用来作为國家象徵或國家標誌的花卉，當時的中國沒有這種意識。
近代以前中文語境中的“国花”含義與現代不同，指“達到國家頂級層次的花卉”，而非作為國家象徵，其起源至少可追溯到明朝中期。李梦阳（1473年－1530年）《牡丹盛开群友来看》中的“碧草春风筵席罢，何人道有国花存”，邵经济（1493年－1558年）《柳亭赏牡丹和弘兄韵》中的“自信国花来绝代，漫凭池草得新联”等已将牡丹称为“国花”，黄省曾（1490年－1540年）《江南曲》中的“国花委青郊，零落无人采”虽提到国花，但其所指的具体花卉种类已无从考证。
将牡丹称为“国花”可能是从唐代刘禹锡《赏牡丹诗》中名句“唯有牡丹真国色，花开时节动京城”而来，把“國色”和“國花”作了連接，但此处“国花”中的“国”与“国手”“国色”等一样，是远超群类，冠盖全国的意思，并非现代民族国家象征的意义。

## 歷史

### 明朝與清朝

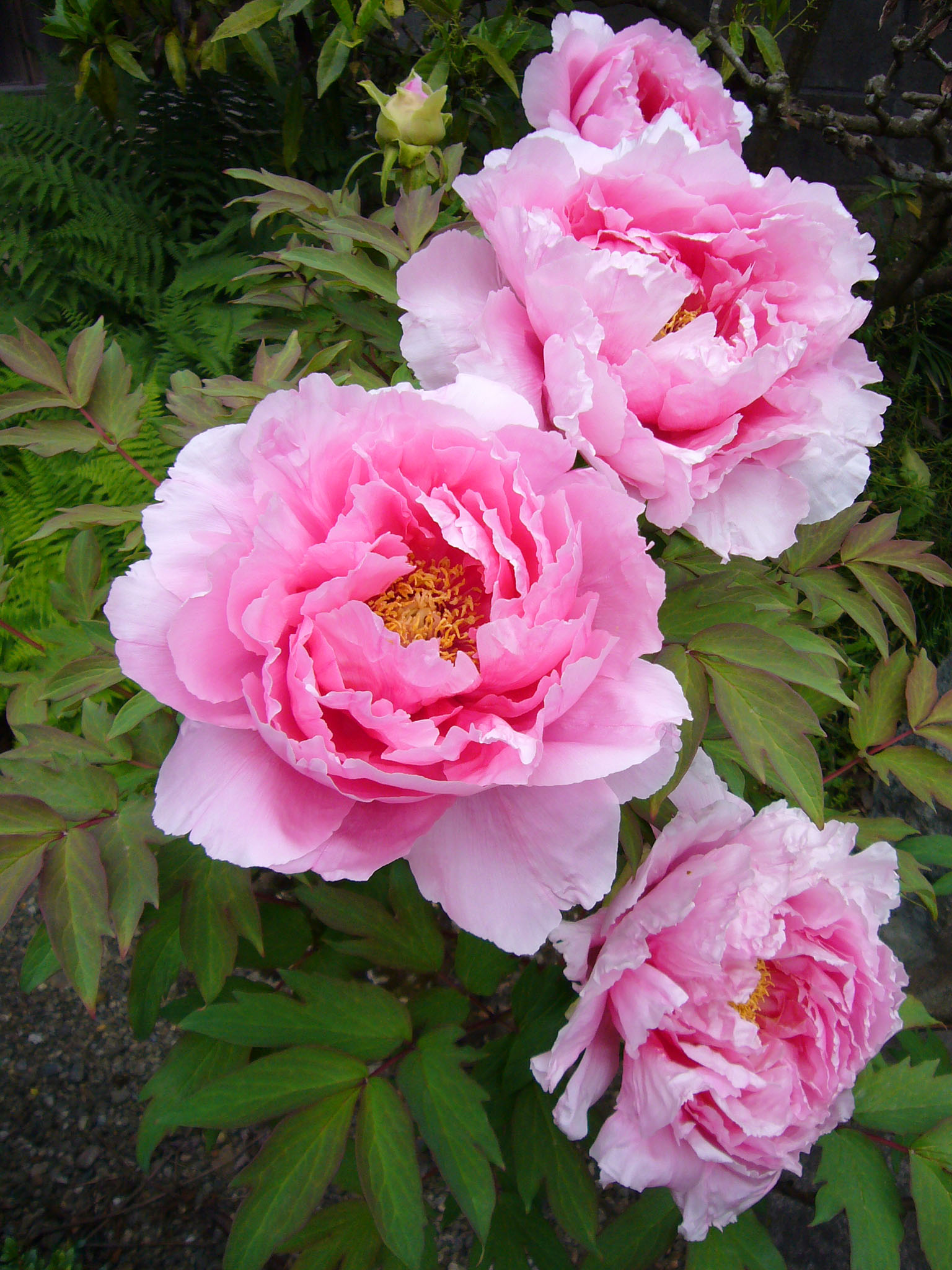
牡丹花

到明朝晚期，将牡丹称之为国花的文献逐渐增多，刘侗《帝京景物略》及袁中道《珂雪斋集》记载，北京西直门外的极乐寺于万历三十一年（1603年）夏因广种牡丹而修建“国花堂”，后来清代书法家爱新觉罗永瑆曾为该堂题写匾额。袁中道《海淀李戚畹园大会》中“野鹤止同家鹜狎，国花长作圃蔬看”中也以“国花”指李戚畹园（后世清华园）的牡丹。同时期以“国花”称牡丹的还有王彦泓《有赠》中的“国花第一数姚黄，更共明珠字夜光”，郭良翰的“人生若行路，前经险阻，则后必通衢，亦似国花”，沈德符《长至夜听寒仙歌即席赋赠》中的“合閟添宫线，帏开见国花”等。极乐寺国花堂的牡丹名胜绵延三百多年，使国花作为牡丹的专属名称在北京官吏民众的记忆中不断强化，清代诗文出现的“国花”一词也多专指牡丹。
相传慈禧太后曾于光緒二十九年（1903年）册封牡丹为国花，并在颐和园建国花台，常被视为中国现代意义国花的首次确立。据考证，早在中国建筑工业出版社1983年出版的《北京名园趣谈》中已有类似说法:312，但在清朝时颐和园中的牡丹景观实际名称为“国华台”，直至清末民初均无人提到有御旨制名颁定国花之事，有关说法应是掺杂民间传闻后产生，但不可否认颐和园国花台和极乐寺国花堂一样，作为明清旧京遗事对牡丹国花之称的流行起到了促进作用。

### 中华民国

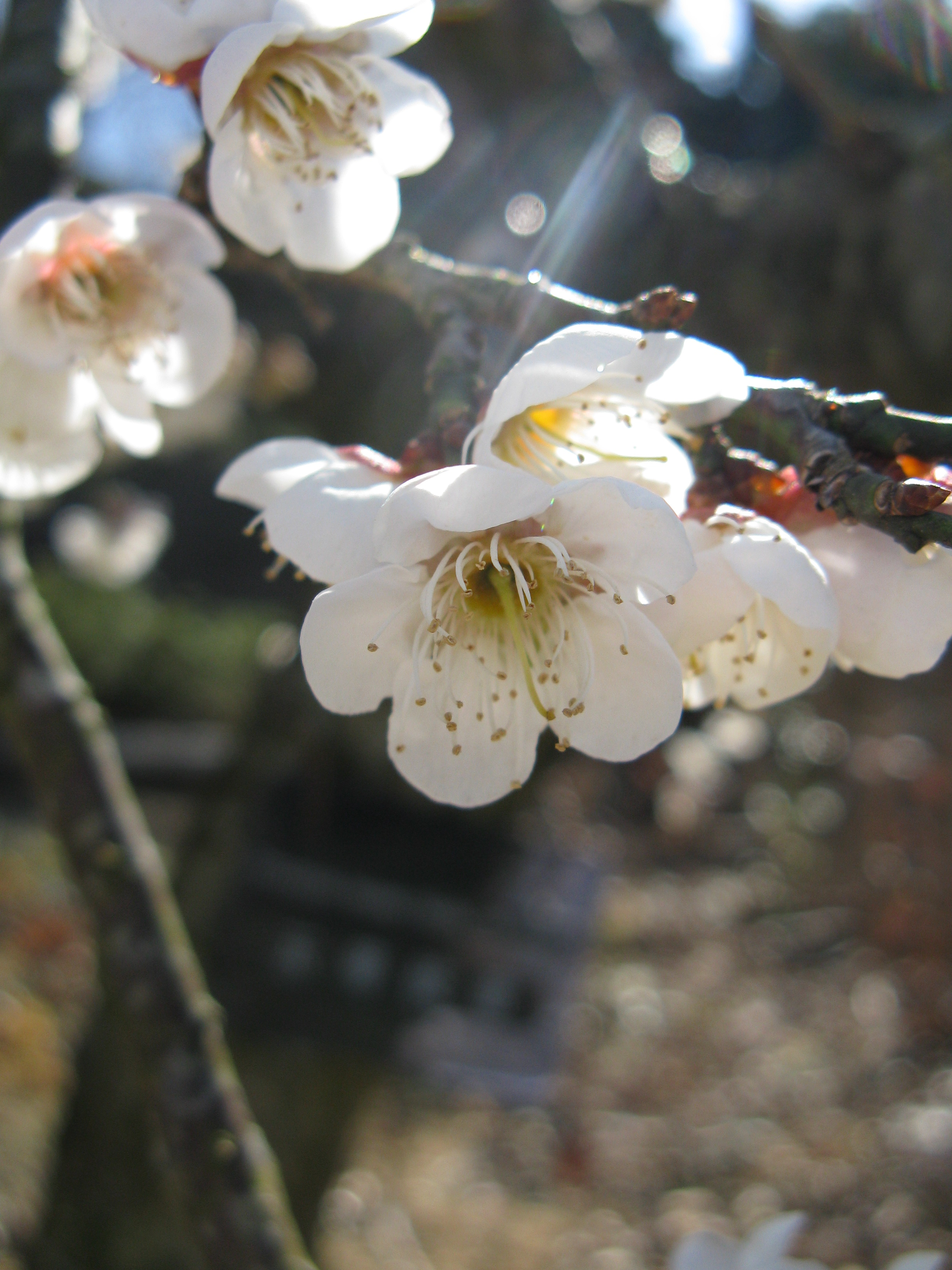
梅花

1912年，《少年》刊物上出版时事杂谈《民国花》一文，认为北洋政府勋章、货币上的嘉禾图案（稻花）可称为“民国花”，但在民国初年仍多沿袭明清习惯称牡丹为国花。1914年，侯鸿鉴应约编写“国花”一课教材，认为民国国花应为牡丹。1915年商务印书馆出版的《辞源》也称“我国向以牡丹为国花”。1920年，《申报》发表黛柳《我中华民国之国花》一文，认为“以言国花，则无宁牡丹”。鲁迅于1925年7月19日创作的杂文《论“他妈的！”》中曾提到牡丹为国花的说法。1927年至1928年，随着國民革命軍北伐的胜利和东北易帜的发生，民间又一次兴起对国花的讨论，《申报》在1927年10月“双十”国庆日前发表张菊屏文章《规定国徽国花议》，主张将菊花定为国花。
1928年10月26日，国民政府内政部礼制服章审订委员会第十八次会议首先提出以梅花为国花。11月1日，内政部部长薛笃弼正式离任，当日将会议决定呈文行政院并请求行政院“核转国民政府鉴核施行”。1928年11月6日，行政院将其发交教育部会核。11月28日，教育部经审议对内政部的意见极表支持。社会媒体紧接着就开始对定梅花为国花进行宣传，而教育部在审议会议后委托艺术院制作图样到1929年1月14日将审议结果上报行政院秘书处。
1928年12月，财政部筹划镌刻新的硬币模型，计划在边沿刻上国花作装饰，呈文中国国民党中央执行委员会请求选定并公布国花。中央执行委员会接到申请后批交中央宣传部核办，宣传部审议过程中发现教育部已在选拟国花，汇总各方不同意见后得出审查结果呈报中央执行委员会，认为可在梅花、菊花及牡丹三种中选择一种为国花。1929年1月28日，中央执行委员会召开第193次会议，决议“采用梅花为各种徽饰，至是否定为国花，应提交第三次全国代表大会决定。”国民政府在1929年2月8日发布第109号训令，下发直辖各部门和全国各省市，指定梅花为各种徽饰纹样。但在1929年3月召开的中国国民党第三次全国代表大会上，国花案讨论无果而终。直至中華民國政府遷臺后的1964年7月21日，梅花才獲行政院正式核定为中华民国国花。

### 中华人民共和国
1959年，中华人民共和国国务院总理周恩来在陪同外宾访问洛阳曾称“牡丹是我国的国花，它雍容华贵，富丽堂皇，是我们中华民族兴旺发达、美好幸福的象征”。
1982年，陈俊愉发表《我国国花应是梅花》一文，呼吁重新明确梅花为国花。同年，香港《明报》发表社评《赞成以梅花为国花》认为如梅花成为中国国花，有利于促进海峡两岸团结统一。同年，《植物杂志》编辑部受中国植物学会委托发起国花讨论，得到社会各界的广泛关注和响应，纷纷来信参加评选，投票结果表明，推荐梅花作为国花的最多，牡丹、菊花次之。1986年11月20日，上海文化出版社、上海园林学会、《园林》杂志编辑部、上海电视台“生活之友”栏目联合主办“中国传统十大名花评选”活动，结果于1987年5月公布，依次是梅花、牡丹、菊花、兰花等。
1988年，陈俊愉首次提出梅花和牡丹双国花方案。1994年9月，中国花卉协会受全国人民代表大会委托在全国范围内开展国花的评选工作，评选小组最终意见是以牡丹为国花，以兰、荷、菊、梅为四季名花。1995年，中国花卉协会主持国花评选，专家小组提出以牡丹和梅花为国花的“一国两花方案”，花协领导小组将其修改为以牡丹为国花，和以牡丹、荷花、菊花、梅花四种花卉为国花的两种方案提交给全国人大常委会，最终未被批准。2004年2月，中国花卉协会梅花蜡梅分会在无锡市举办的“我爱梅花，我为国花投一票”活动，倡议梅花和牡丹双国花。其他支持双国花方案的学者还有程杰、赵昶灵、郭维明等。2005年，62名中国科学院、工程院院士联合签名倡议，呼吁尽快确定中国国花，并提出将梅花、牡丹确定为“双国花”的建议，此后联名人数不断增加，至2011年已有103位院士签名赞同“双国花”方案。
梅花、牡丹以外的其他花卉，尽管呼声不高，但也有学者倡议，如陈有民曾推荐杜鹃花为国花。
2019年2月，中国花卉协会成立国花评审小组。6月29日，国家林业和草原局与中国花卉协会在北京组织召开国花评审专家研讨会，经32名专家研究讨论认为中国应确定“一个国花”，并推荐牡丹为中国国花。7月15日，中国花卉协会发布《征求牡丹为我国国花意见的通知》（中花协字〔2019〕16号），并在中国花卉协会官方网站发布《投票：我心中的国花》，面向公众开放网络投票通道，征求社会对推荐牡丹为中国国花的意见，投票时间为7月15日至7月19日15:00。中国花卉协会网站平常浏览量极小，但洛阳和菏泽两市媒体均呼吁市民前去投票，其后受到其他媒体关注转载。考虑投票的关注度提升，中国花卉协会延长投票时间至2019年7月22日24时。7月23日，中国花卉协会通报投票结果，投票总数为362264票，其中同意牡丹为国花的有288747票，占79.71%。